# Selecție (biologie)
Selecția (în biologie) este procesul de supraviețuire a indivizilor cu însușirile cele mai apte în lupta pentru existență.

## Clasificare

### Selecție naturală
Selecția naturală este mecanismul fundamental al evoluției speciilor de plante și de animale, constând în eliminarea (prin lupta pentru existență), a indivizilor cu însușiri necorespunzătoare și păstrarea indivizilor cu însușiri avantajoase din punct de vedere biologic.
- Teoria selecției naturale a fost elaborată de Charles Darwin. Conform acestei teorii, natura produce spontan variații:
  - -  dăunătoare,
  - -  indiferente,
  - -  avantajoase, iar varietățile se conturează ca specii în curs de formare.
- Există și fenomene evolutive care nu urmează mecanismul selecției naturale. În populațiile mici se manifestă efectul Sewall Wright sau driftul genetic, supraviețuirea urmând legile întâmplării.

### Selecție sexuală
Selecția sexuală este o modalitate evolutivă la animale cu sexe diferențiate, constând în alegerea preferențială a partenerului sexual după anumite însușiri atrăgătoare ( voce, penaj, etc).

### Selecție artificială
Selecția artificială este procesul de dirijare a evoluției speciilor de plante și de animale domestice, prin alegerea de către om a genitorilor cu însușiri valoroase din punct de vedere economic și estetic. Ca urmare a dezvoltării geneticii au fost create soiuri noi de plante agricole și rase de animale cu potențial de producție ridicat.Selecția artificială este metoda prin care oamenii determină evoluția anumitor specii de animale prin împerechere selectivă, până când rezulta rasa,sau specia dorita.
Astăzi selecția artificială stă la baza ameliorarii-știința preocupata de elaborarea bazelor teoretice și metodice de creare a noi soiuri și rase și de îmbunătățire a celor existente